# ارتباطات گفتگوگشا
در زبان‌شناسی، ارتباطات گفتگوگشا (به انگلیسی: Phatic expression) عبارت است از ارتباطاتی که در خدمت یک کارکرد اجتماعی باشد، مانند تعارفات اجتماعی که به دنبال یا اطلاعات نیستند اما می‌توانند نشانه ادب باشند. واژه گفتگوگشا (Phatic) از ریشه یونانو فاتوس به معنای «زبانی» گرفته شده‌است. در ارتباط گفتاری این اصطلاح به معنای «گفتگوی کوچک» است (گفتگو به خودی خود). این گونه ارتباطات در فرهنگ ایرانی بسیار استفاده می‌شود، زیرا زبان فارسی زبانی پیچیده و پر از رمز و راز است، و از این رو در طول تاریخ پیوسته مفاهیم بسیار سنگین و در عین حال پیام‌های بی محتوای گفتگوگشا از راه این زبان جابه‌جا می‌شوند.

## تاریخچه
اصطلاح ارتباطات گفتگوگشا را نخستین بار انسان‌شناسی به نام برانیسلاف مالینوفسکی در مقاله خود «مسئله معنا در زبان‌های بدوی» نوآوری کرد که در سال ۱۹۲۳ به عنوان فصلی از یک کتاب منتشر شد.

## بن‌مایه‌ها
1. ↑  Malinowski, B. (1923), "The Problem of Meaning in Primitive Languages",  in Charles K. Ogden; Ian A. Richards (eds.), The Meaning of Meaning, London: Kegan Paul, Trench and Trubner, pp. 296–336
2. ↑  Vladimir Žegarac, "What IS Phatic Communication?" بایگانی‌شده  در ۲۰۱۷-۱۰-۱۰ توسط Wayback Machine, 'Phatic Communication',
April 25, 2018
3. ↑  "Teach Yourself Linguistics", by Jean Aitchison, شابک ‎۹۷۸−۰−۳۴۰−۸۷۰۸۳−۹
4. ↑  «تغییر لوگوی شرکت ملی پست ارتباطی گفتگوگشا با مخاطبین بود». شرکت پست. ۱۴۰۰. پارامتر |تاریخ بازیابی= نیاز به وارد کردن |پیوند= دارد (کمک)
5. ↑  Haberland, H. (1996) "Communion or communication? A historical note on one of the 'founding fathers' of pragmatics", in Robin Sackmann (ed.), "Theoretical linguistics and grammatical description", 163-166, Amsterdam: Benjamins